# Caylus Magna Carta
Pour les articles homonymes, voir Caylus.
Caylus Magna Carta est un jeu de société créé par William Attia en 2007, à partir de son autre jeu Caylus, et édité par Ystari Games.
C’est un jeu d’une durée moyenne d’une heure pour deux à quatre joueurs âgés de dix ans et plus.

## Règle du jeu

### But du jeu
Les joueurs incarnent des maîtres d’œuvre. En construisant
le château du Roi et en développant les infrastructures de
la ville qui s’étend à ses pieds, ils gagnent des points de
prestige. Quand le château est
terminé, le joueur ayant gagné le plus de points de prestige remporte
la partie.

### Fin de partie et vainqueur
- La partie s'arrête lorsqu'à la fin d'un tour il ne reste plus de jetons de château disponible.
- Pour chaque joueur on calcule alors : somme des points de prestige (PP) des cartes posées + somme des PP des éléments de château récoltés + 1 PP par cube d'or + 1 PP par groupe de 3 cubes quelconques (sauf or) + 1 PP par groupe de 3 deniers.
- Le vainqueur est celui qui totalise le grand nombre de points de prestige.
- En cas d'égalité de points il n'y a pas de départage.